# Burnenville
Burnenville (Waals: Burninveye) is een gehucht in Bévercé, een deelgemeente van de in de Waalse stad Malmedy in de Belgische provincie Luik.
Het gehucht ligt twee kilometer ten westen van het stadscentrum van Malmedy. Een halve kilometer verder ten westen ligt het gehucht Meiz, waar het door lintbebouwing mee verbonden is.

## Geschiedenis
Op de Ferrariskaart uit de jaren 1770 is de plaats weergegeven als het gehucht Burnenville.
Op het eind van de 18de eeuw behoorde het gebied tijdens de Franse bezetting tot het departement Ourthe. Daarna behoorde het tot de Pruisische Rijnprovincie. Het gehuchtje hoorde bij Malmedy, maar werd met verschillende andere landelijke dorpen en gehuchten rond Malmedy in 1887 ondergebracht in de Landgemeinde Burnenville, en werd net als Géromont en Xhoffraix een van de drie secties van de nieuwe gemeente (Bürgermeisterei) Bévercé. Tot Burnenville hoorden toen de plaatsjes Bernister, Burnenville, Cligneval, Eau Rouge, Eremitage, Falize, Meiz, Otaimont, Wavreumont en Xhurdebise.
Na de Eerste Wereldoorlog werd de gemeente Bévercé met Burnenville als deel van de Oostkantons bij België gevoegd.
Bij de gemeentelijke herindelingen werd in 1977 de gemeente Bévercé opgeheven en werd Burnenville bij Malmedy gevoegd.

## Verkeer en vervoer
Door Burnenville loopt de gewestweg N62 van Spa en Francorchamps naar Malmedy. Ten oosten van het gehucht loopt de autosnelweg A27/E42, die een kilometer ten zuiden van Burnenville een op- en afrit heeft die aansluit op de N62.
Deelgemeenten: Bellevaux-Ligneuville · Bévercé · Malmedy

Overige kernen: Arimont · Baugnez · Bellevaux · Bernister · Boussire · Burnenville · Chevofosse · Chôdes · Cligneval · Difflot · Falize · Floriheid · G'doûmont · Géromont · Gohimont · Hédomont · Lamonriville · Lasnenville · Ligneuville · Longfaye · Macampagne · Mé · Meiz · Mont · Otaimont · Planche · Pont · Préaix · Reculémont · Ronxhy · Warche · Winbomont · Xhoffraix · Xhurdebise

Belgische gemeenten · arrondissement Verviers · provincie Luik · Wallonië